# زیبان
زیبان (به لاتین: Zebon) یک منطقهٔ مسکونی در تاجیکستان است که در ولایت سغد واقع شده‌است.